# Niilo Saarikko
 Niilo Erik Saarikko, född 31 augusti 1898 i Åbo, död 27 januari 1979 i New York, var en finländsk sångare och grundare av skivföretaget Levytukku.

## Biografi
Som ung deltog Saarikko på de vitas sida i finska inbördeskriget, estniska frihetskriget och Aunus-expeditionen. Efter att ha studerat vid en handelshögskola i Tyskland flyttade Saarikko till England för att fortsätta sina studier.
1930 blev Saarikko verkställande direktör för sin bror Rudolfs elektronikföretag Sähkö Oy Columbus Elekt. AB. Under grammofonfebern försökte bröderna värva utländska skivbolag till Finland, men eftersom de stora bolagen redan hade representation i landet av bland annat Pohjoismainen Sähkö, beslöt Saarikko att ingå avtal med mindre kända bolag i Europa. Columbus började producera finsk musik tillsammans med bolagen Columbus och Fenno, och bland annat orkestern Dallapé (då kallad Rajamäen Pojat) fick skivor producerade på Columbus genom Saarikko. Vid några inspelningar med Dallapé medverkade Saarikko själv som solist. 1932 uppmanades Saarikko av det brittiska skivbolaget Columbia att upphöra med sin musikproduktion, eftersom företaget inte ville få sitt namn sammanblandat med det snarlika Columbus.
1932 grundade Saarikko därför Levytukku som blev ett aktiebolag 1946. Saarikko var företagets verkställande direktör fram till 1977. Levytukku försökte, liksom det gamla Columbus, att representera mindre kända skivmärken och under första halvan av 1930-talet producerade Levytukku en stor mängd finska skivor för det tyska Polydor, lettiska Bellaccord och engelska Edison Bell. 1933 gjordes inspelningsresor till London och Berlin, där Saarikko, Arvi Hänninen, Kauno Raivio, Kaarlo Kytö och Paavo Raivonen spelade in för Edison Bell respektive Polydor. Året därpå reste Saarikko, Raivonen, Hänninen, Matti Jurva och Kaarlo Valkama till Riga för att spela in för Bellaccord.
Åren 1936―1944 var Levytukku Columbias representant i Finland och under den perioden producerades närmare 400 finska skivor. Som studioorkester fungerade Ramblers eller Rytmi-Pojat och återkommande solister var Matti Jurva och Eugen Malmstén. Under andra världskriget sjöng A. Aimo, Henry Theel och Tauno Palo för Columbia via Levytukku. På grund av kriget flyttade Columbia sin produktion från England till Tyskland, och när handelsförbindelserna mellan Tyskland och Finland avbröts 1944, upphörde också samarbetet mellan Columbia och Levytukku.